# Челозеро (озеро, Медвежьегорский район)
Челозеро — пресноводное озеро на территории Великогубского сельского поселения Медвежьегорского района Республики Карелии.

## Общие сведения
Площадь озера — 1,1 км². Располагается на высоте 41 метров над уровнем моря.
Форма озера лопастная, продолговатая: оно более чем на три километра вытянуто с северо-запада на юго-восток. Берега изрезанные, каменисто-песчаные, преимущественно возвышенные.
Челозеро не имеет видимых поверхностных стоков и принадлежит бассейну Космозера и Онежского озера.
В озере расположено не менее четырёх небольших безымянных островов различной площади.
Вдоль юго-западного берега озера проходит дорога местного значения 86К-147 («Плавник — Кажма — Терехово»).
Населённые пункты вблизи водоёма отсутствуют.
Код объекта в государственном водном реестре — 01040100611102000018695.